# بارنا بوتيكس
بارنا بوتيكس (بالمجرية: Putics Barna)‏ مواليد 18 أغسطس 1984 في بيتش، هو لاعب كرة يد مجري يلعب كظهير أيسر. مثل منتخب المجر لكرة اليد. شارك في دورة الألعاب الأولمبية الصيفية سنة 2012.

## سجل المنافسة
شارك في البطولات التالية:
- بطولة العالم لكرة اليد للرجال 2009
- بطولة العالم لكرة اليد للرجال 2013
- بطولة أوروبا لكرة اليد للرجال 2012
- بطولة أوروبا لكرة اليد للرجال 2014
- الألعاب الأولمبية الصيفية 2012

## الإنجازات
- الدوري المجري لكرة اليد:
  - الفوز: 2005، 2006، 2008
- كأس أبطال الكؤوس الأوروبية لكرة اليد:
  - النهائي: 2012

## روابط خارجية
- بارنا بوتيكس على موقع أوليمبيديا (الإنجليزية)